# Jeziora Gokyo

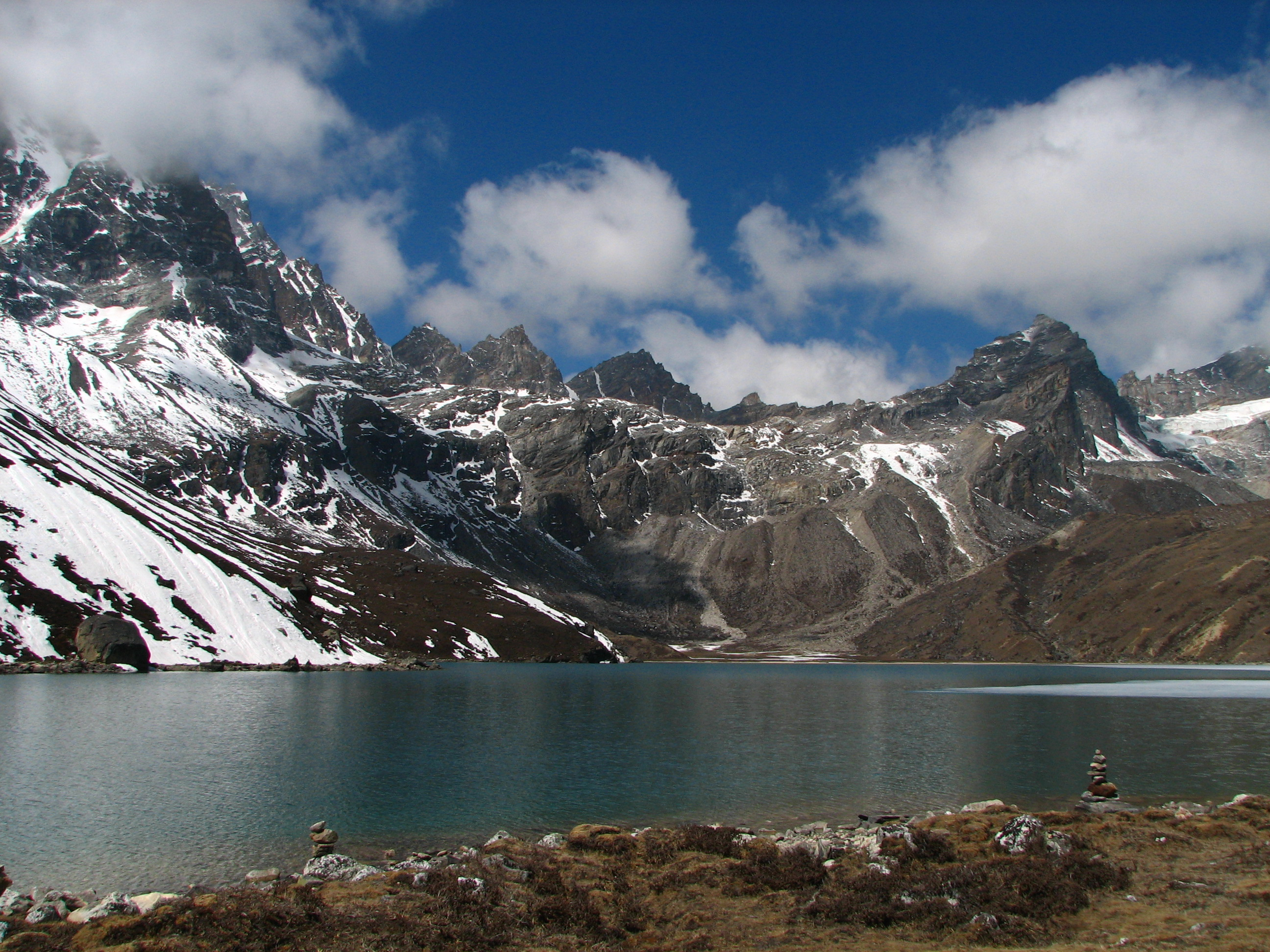
Jedno z jezior Gokyo

Jeziora Gokyo (nep. गोक्यो ताल) – zespół dziewiętnastu oligotroficznych jezior w Parku Narodowym Sagarmatha, w Nepalu. Są one położone u podnóża góry Czo Oju (6. pod względem wysokości góry na świecie), na wysokości od 4710 do 4950 m n.p.m., przez co należą do najwyżej położonych zespołów jezior na świecie. Największym z akwenów jest jezioro Thonak. W 2007 roku jeziora wraz z przylegającymi do nich terenami zostały objęte ochroną w ramach konwencji ramsarskiej.
Jeziora położone są w odległości kilkunastu kilometrów w linii prostej od najwyższego szczytu świata, Mount Everest.

## Charakterystyka
Jeziora Gokyo są jeziorami polodowcowymi. Największe z nich, jezioro Thonak, ma powierzchnię 65 hektarów. Pozostałe duże jeziora to: Gokyo o powierzchni 42 hektarów, Gyazumpa o powierzchni 29 hektarów, Taujon o powierzchni 17 hektarów oraz Ngozumpa o powierzchni 14 hektarów. Jeziora mają dużą wartość jako rezerwuary czystej wody. Woda ta pochodzi z różnych źródeł, w tym z lodowca Ngozumpa oraz strumienia spływającego z przełęczy Renjo La, położonej na północnym zachodzie. Z najniżej położonych jezior Longabanga i Taujon woda spływa do rzeki Kosi, lewego dopływu Gangesu.
Na wschodnim brzegu jeziora Gokyo położona jest wieś Gokyo.

## Flora
W okolicach jezior Gokyo przeważa roślinność wysokogórska. Jednym z najbardziej charakterystycznych gatunków tam występujących jest endemiczna roślina Kobresia fissiglumis.

## Fauna
Nad jeziorami Gokyo występuje wiele gatunków ptaków, w tym kazarka rdzawa (Tadorna ferruginea), świstun zwyczajny (Mareca penelope), rożeniec zwyczajny (Anas acuta), głowienka zwyczajna (Aythya ferina), łyska zwyczajna (Fulica atra) i perkoz dwuczuby (Podiceps cristatus). Ponadto, w okolicach jezior żyją tary himalajskie (Hemitragus jemlahicus) i irbisy śnieżne (Uncia uncia).

## Religia
Jeziora Gokyo są miejscami kultu buddystów i hinduistów. Każdego roku w sierpniu, podczas święta Janai Purnima 500 Hinduistów bierze rytualną kąpiel w jednym z akwenów. Na zachodnim krańcu obszaru zlokalizowano hinduistyczną świątynię poświęconą bóstwom Wisznu i Śiwie.

Jeziora Gokyo
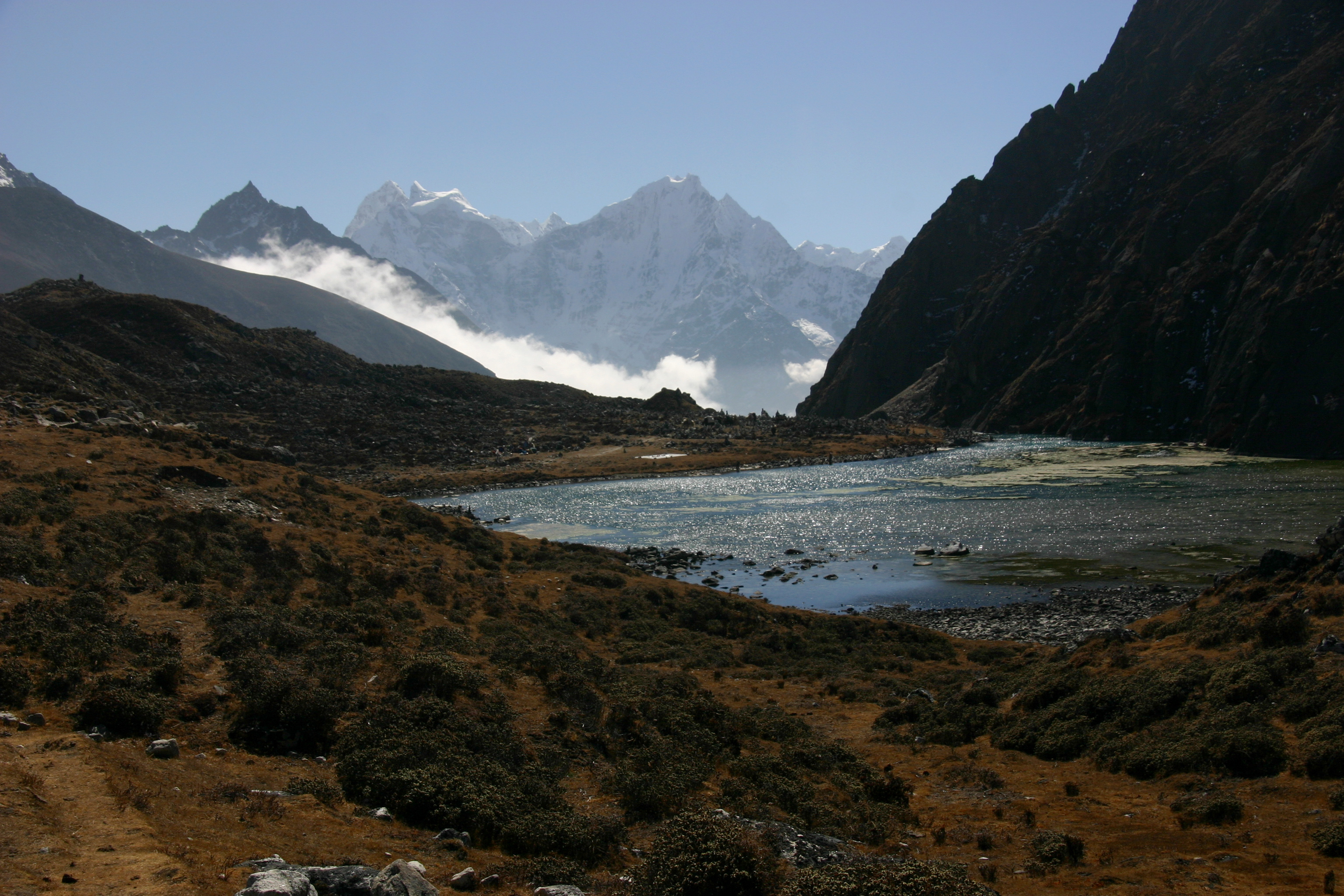
Pierwsze jezioro
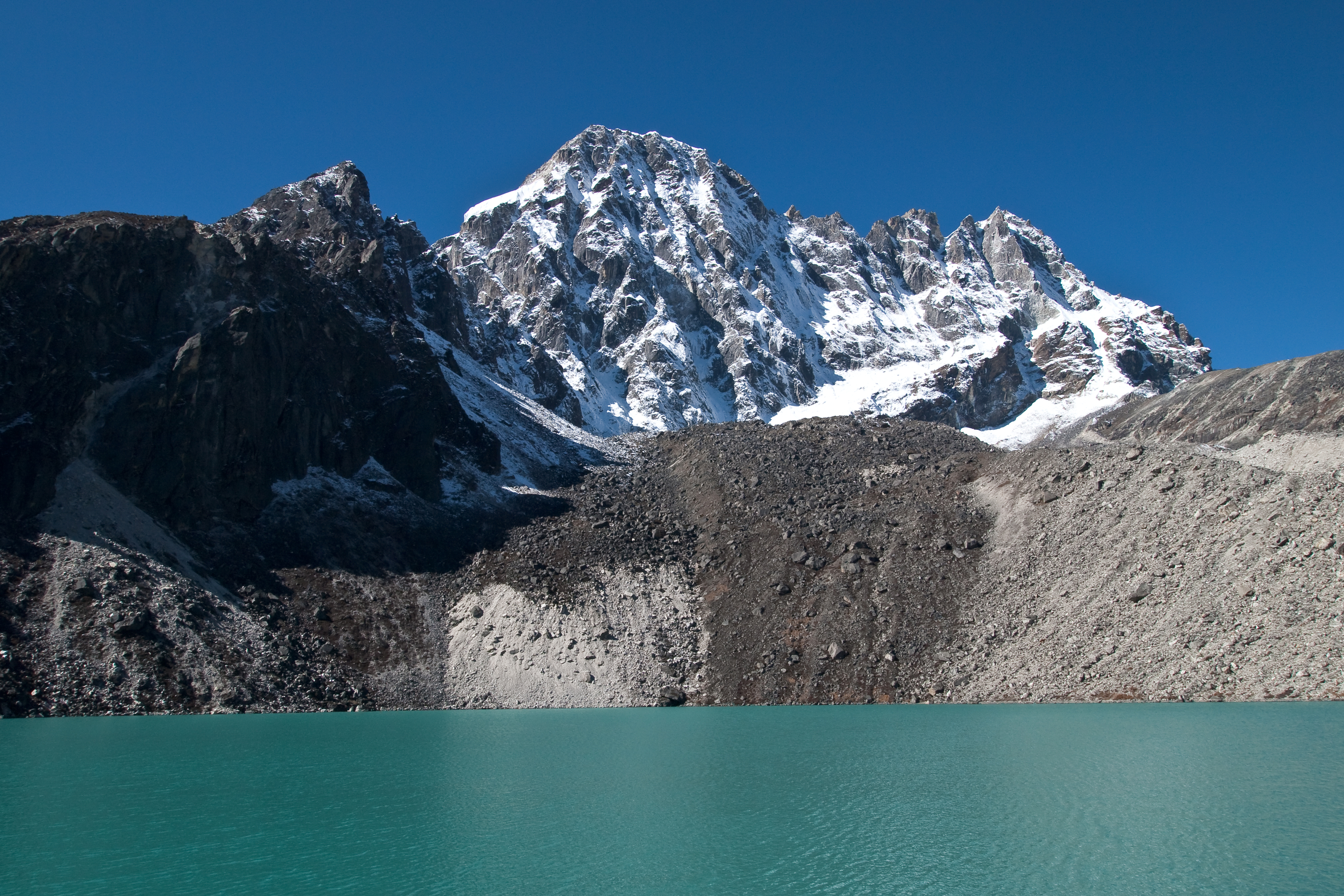
Drugie jezioro
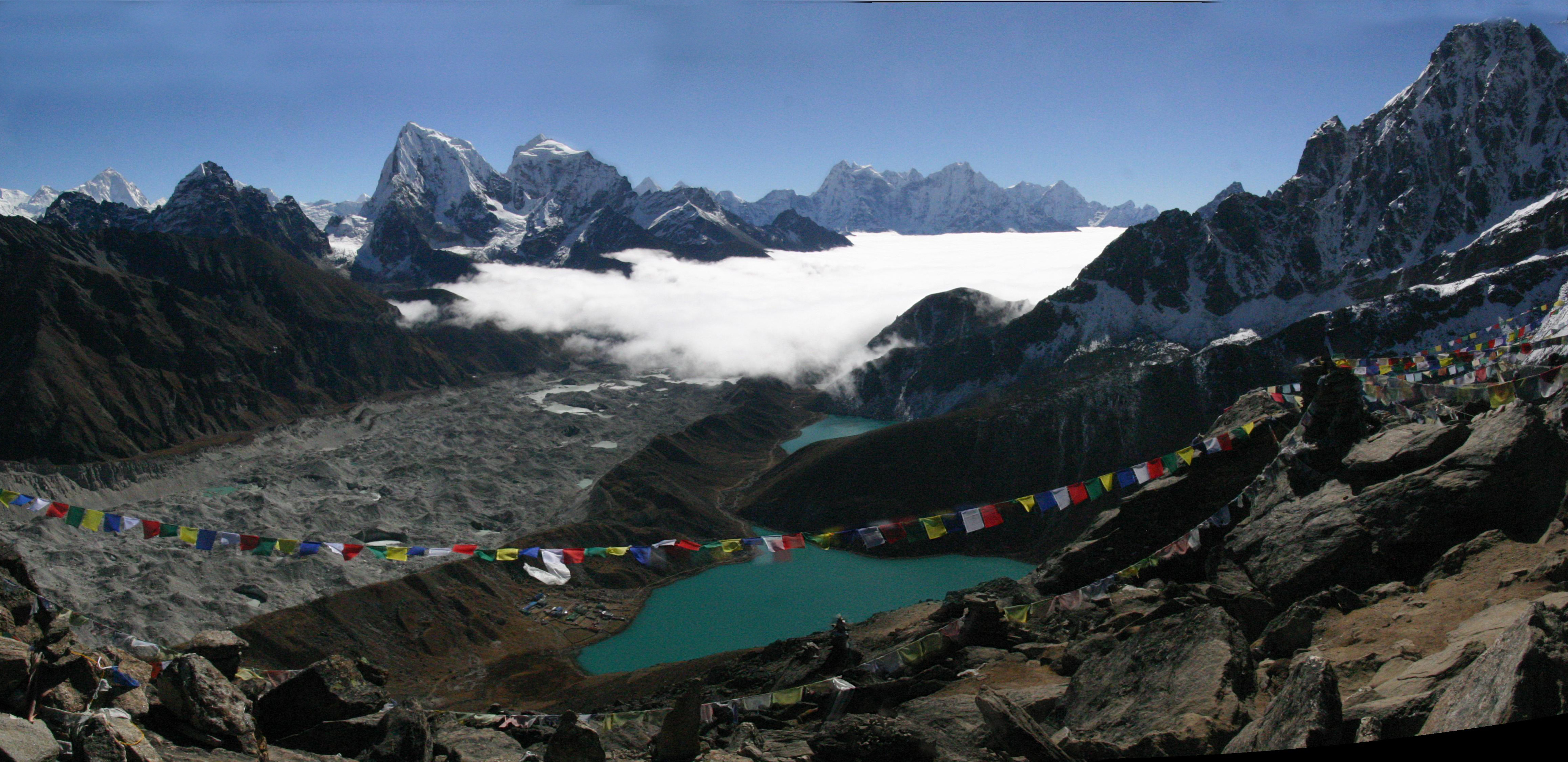
Drugie i trzecie jeziora
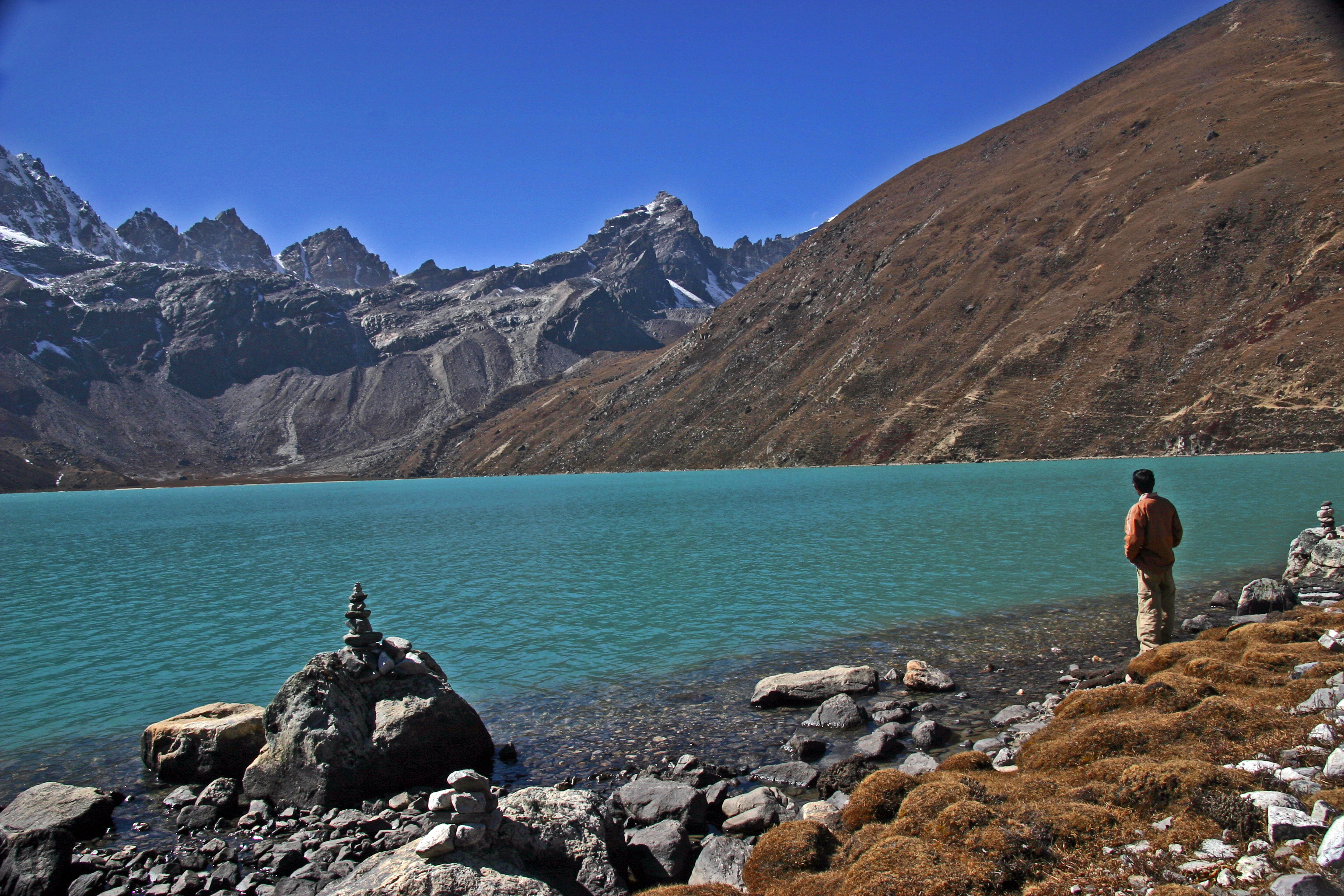
Trzecie jezioro (Jezioro Gokyo)
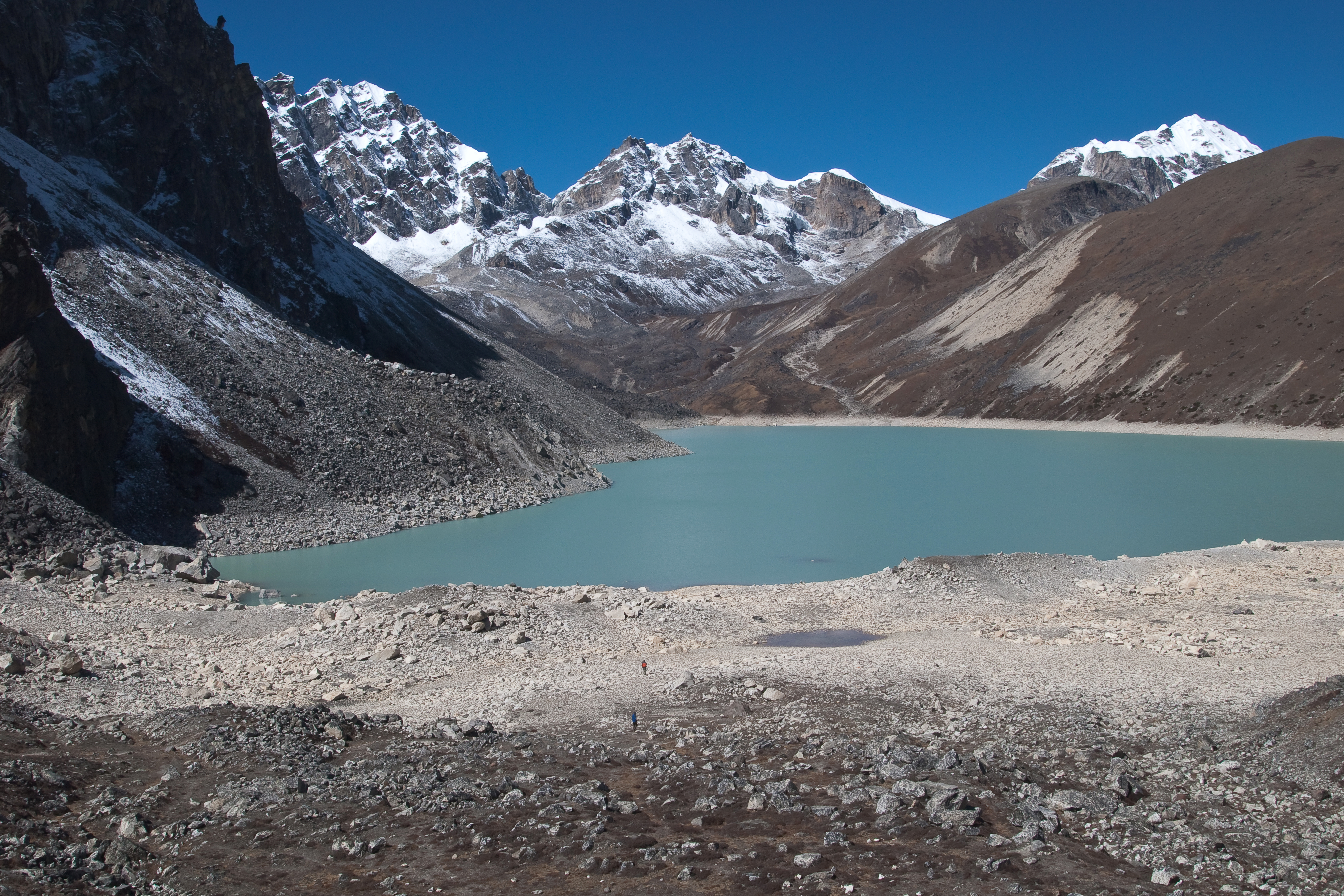
Czwarte jezioro (Jezioro Thonak)
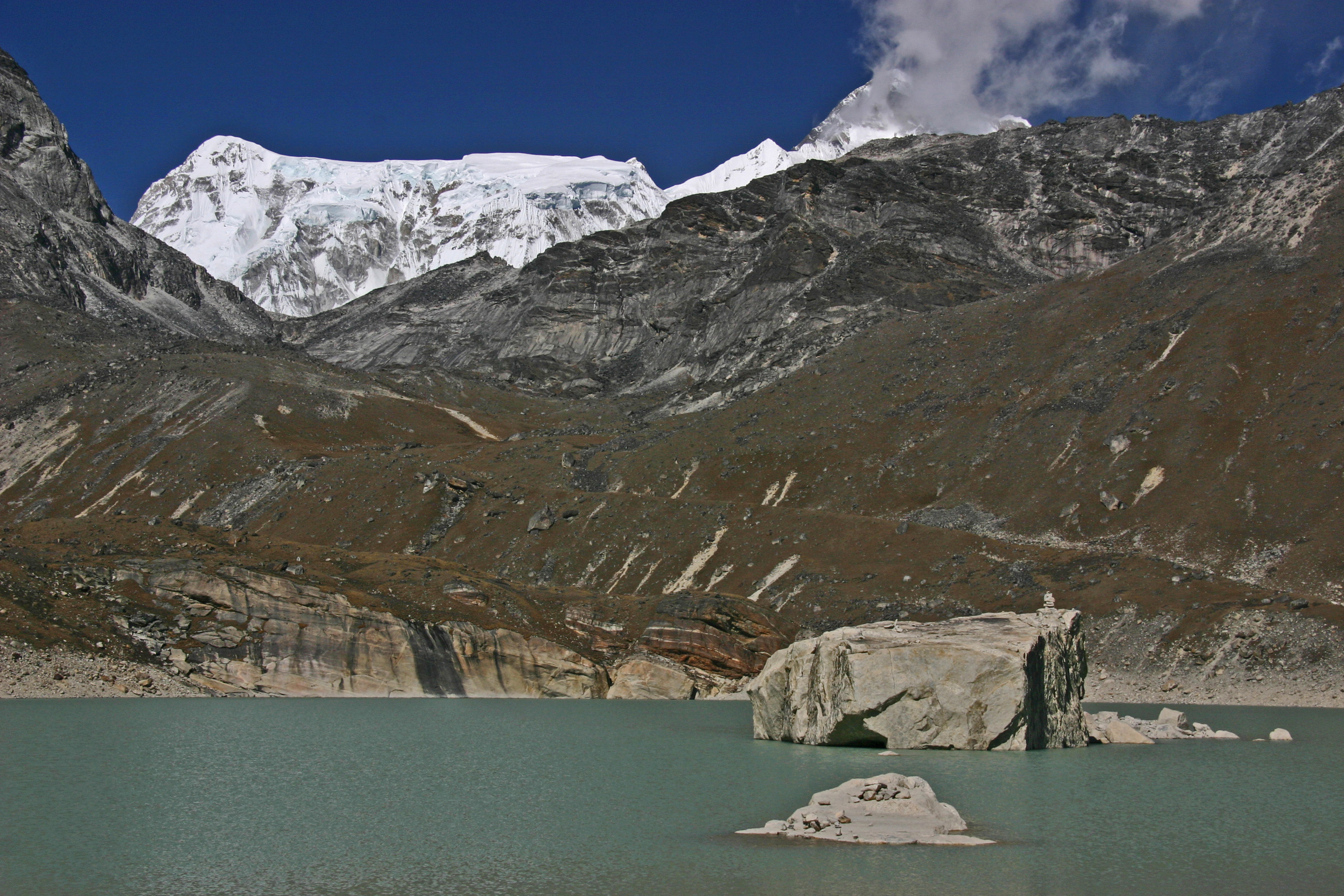
Piąte jezioro